# Fussballclub Zürich 2002-2003
Questa voce raccoglie le informazioni riguardanti il Fussballclub Zürich nelle competizioni ufficiali della stagione 2002-2003.

## Stagione
Nella stagione 2002-2003 il Zurigo, allenato da Georges Bregy, concluse il campionato di Lega Nazionale A al 5º posto. Il Zurigo concluse il girone di play-off al 5º posto. In Coppa Intertoto il Zurigo fu eliminato al terzo turno dall'Aston Villa. 

## Rosa
| N. |                        | Ruolo | Calciatore          |
| -- | ---------------------- | ----- | ------------------- |
| 1  | Slovacchia (bandiera)  | P     | Miroslav König      |
| 3  | Svizzera (bandiera)    | D     | Alain Nef           |
| 4  | Svizzera (bandiera)    | D     | Sébastien Jeanneret |
| 5  | Brasile (bandiera)     | C     | Renato              |
| 6  | Paesi Bassi (bandiera) | C     | Wilco Hellinga      |
| 7  | Svizzera (bandiera)    | C     | Daniel Gygax        |
| 8  | Svizzera (bandiera)    | D     | Stephan Keller      |
| 9  | Argentina (bandiera)   | A     | Francisco Guerrero  |
| 10 | Svizzera (bandiera)    | C     | Daniel Tarone       |
| 15 | Svizzera (bandiera)    | A     | Ursal Yasar         |
| 16 | Marocco (bandiera)     | C     | Tariq Chihab        |
| 18 | Svizzera (bandiera)    | P     | Davide Taini        |
| 20 | Italia (bandiera)      | C     | Luca Iodice         |

| N. |                       | Ruolo | Calciatore         |
| -- | --------------------- | ----- | ------------------ |
| 21 | Guinea (bandiera)     | A     | Alhassane Keita    |
| 22 | Spagna (bandiera)     | D     | David Pallas       |
| 23 | Argentina (bandiera)  | C     | Sergio Bastida     |
| 36 | Portogallo (bandiera) | P     | Romeu Leite        |
| 14 | Svizzera (bandiera)   | D     | Urs Fischer        |
| 24 | Turchia (bandiera)    | D     | Vural Önen         |
| 19 | Svizzera (bandiera)   | D     | Yvan Quentin       |
| 17 | Svizzera (bandiera)   | C     | Francesco Di Jorio |
| 26 | Nigeria (bandiera)    | C     | Lucky Isibor       |
| 12 | Svizzera (bandiera)   | C     | Mario Raimondi     |
| 25 | Turchia (bandiera)    | A     | Mahir Cayir        |
| 11 | Brasile (bandiera)    | A     | Jefferson          |

## Organigramma societario
Area tecnica
- Allenatore: Walter Grüter
- Allenatore in seconda:
- Preparatore dei portieri:
- Preparatori atletici:

## Calciomercato

### Sessione estiva
| Acquisti | Acquisti | Acquisti | Acquisti |
| R.       | Nome     | da       | Modalità |
| -------- | -------- | -------- | -------- |

| Cessioni | Cessioni | Cessioni | Cessioni |
| R.       | Nome     | a        | Modalità |
| -------- | -------- | -------- | -------- |

### Sessione invernale
| Acquisti | Acquisti | Acquisti | Acquisti |
| R.       | Nome     | da       | Modalità |
| -------- | -------- | -------- | -------- |

| Cessioni | Cessioni | Cessioni | Cessioni |
| R.       | Nome     | a        | Modalità |
| -------- | -------- | -------- | -------- |

## Risultati

### Lega Nazionale A

#### andata
| Arbitro: | Nobs |

|  |           |                                  |
|  | Marcatori | 29’ (rig.) Tarone 36’, 81’ Keita |

| Arbitro: | Beck |

|           |           |                          |
| Keita 35’ | Marcatori | 75’ Eduardo 90’ Baturina |

| Arbitro: | Busacca |

|                             |           |                    |
| Keita 43’, 79’ Hellinga 65’ | Marcatori | 29’ (aut.) Fischer |

| Arbitro: | Rutz |

|                 |           |                                             |
| Muff 59’ (rig.) | Marcatori | 10’ Gygax 62’ (aut.) Malacarne 90’ Raimondi |

| Arbitro: | Wildhaber |

|  |           |              |
|  | Marcatori | 86’ Aegerter |

| Arbitro: | Salm |

|  |           |           |
|  | Marcatori | 73’ Gygax |

| Arbitro: | Bertolini |

|  |           |                                     |
|  | Marcatori | 8’ Giménez 18’, 45’ Yakın 31’ Rossi |

| Arbitro: | Busacca |

|                      |           |          |
| Diarra 53’, 59’, 90’ | Marcatori | 6’ Yasar |

| Arbitro: | Meßner |

|                                 |           |                  |
| Keller 40’ Keita 58’ Tarone 90’ | Marcatori | 48’, 68’ Leandro |

| Arbitro: | Petignat |

|                           |           |                   |
| Berisha 27’ Chapuisat 39’ | Marcatori | 30’ (rig.) Iodice |

| Arbitro: | Nobs |

|           |           |  |
| Keita 82’ | Marcatori |  |

#### ritorno
| Arbitro: | Etter |

|                |           |                   |
| Keita 13’, 86’ | Marcatori | 31’ Tachie-Mensah |

| Arbitro: | Wildhaber |

|            |           |           |
| Barijho 8’ | Marcatori | 48’ Yasar |

| Arbitro: | Busacca |

|                     |           |  |
| Thurre 27’ Frei 62’ | Marcatori |  |

| Arbitro: | Petignat |

|                      |           |                  |
| Keita 36’ Iodice 90’ | Marcatori | 41’ (aut.) König |

| Thun 20 ottobre 2002, ore 16:15 CEST 16ª giornata | Thun | 0 – 0 referto | Zurigo | Stadion Lachen (4 200 spett.)\| Arbitro: \| Beck \| |
| Arbitro:                                          | Beck |               |        |                                                     |

| Arbitro: | Schoch |

|              |           |                                        |
| Raimondi 51’ | Marcatori | 33’ Pavlovic 79’ Bamba 90’ Lustrinelli |

| Arbitro: | Bertolini |

|                                                |           |                                             |
| Ergić 4’, 45’ Rossi 41’, 55’ Keller 76’ (aut.) | Marcatori | 18’ Keller 26’ Jefferson 56’ (aut.) Zwyssig |

| Arbitro: | Circhetta |

|             |           |                           |
| Bastida 32’ | Marcatori | 77’ de Napoli 87’ Chassot |

| Arbitro: | Petignat |

|              |           |                                |
| Rey 38’, 43’ | Marcatori | 9’ (aut.) von Bergen 35’ Akalé |

| Arbitro: | Busacca |

|                                       |           |                          |
| Magnin 15’ (aut.) Akalé 40’, 63’, 85’ | Marcatori | 28’ Petrosyan 76’ Rochat |

| Arbitro: | Etter |

|                                |           |                       |
| Di Zenzo 25’ Selimi 88’ (rig.) | Marcatori | 29’ Akalé 34’ Bastida |

### Lega Nazionale A
| Arbitro: | Rutz |

|           |           |             |
| Yasar 90’ | Marcatori | 89’ Valente |

| Arbitro: | Rogalla |

|                 |           |  |
| Petrić 12’, 32’ | Marcatori |  |

| Arbitro: | Etter |

|              |           |                 |
| Guerrero 90’ | Marcatori | 79’ (rig.) Rama |

| Arbitro: | Busacca |

|                 |           |         |
| Thurre 16’, 64’ | Marcatori | 27’ Nef |

| Arbitro: | Nobs |

|              |           |                      |
| Guerrero 49’ | Marcatori | 23’ Rossi 87’ Huggel |

| Arbitro: | Salm |

|                          |           |            |
| Rochat 26’ Petrosyan 40’ | Marcatori | 77’ Tarone |

| Arbitro: | Petignat |

|                     |           |               |
| Gygax 58’ Keita 67’ | Marcatori | 11’ Zellweger |

#### ritorno
| Arbitro: | Schoch |

|                 |           |  |
| Lustrinelli 68’ | Marcatori |  |

| Arbitro: | Circhetta |

|                                  |           |                         |
| Keita 11’, 13’, 77’ Guerrero 23’ | Marcatori | 43’ Sermeter 51’ Magnin |

| Arbitro: | Beck |

|                                        |           |             |
| Rossi 31’ Chipperfield 44’ Giménez 76’ | Marcatori | 81’ Bastida |

| Arbitro: | Rutz |

|              |           |                          |
| Streller 24’ | Marcatori | 75’ Guerrero 90’ Quentin |

| Arbitro: | Rogalla |

|            |           |             |
| Tarone 35’ | Marcatori | 27’ Eduardo |

| Arbitro: | Schoch |

|                       |           |  |
| Portillo 30’ Simo 54’ | Marcatori |  |

| Arbitro: | Bertolini |

|                                       |           |                         |
| Keita 33’, 38’, 90’ Di Jorio 64’, 71’ | Marcatori | 51’ Obradović 76’ Kader |

### Coppa Intertoto
| Arbitro: | Nalbandyan |

|                   |           |  |
| Tarone 86’ (rig.) | Marcatori |  |

| Tallinn 13 luglio 2002, ore 18:00 CEST Secondo turno - ritorno | Levadia Maardu | 0 – 0 referto | Zurigo | Stadio di Kadriorg\| Arbitro: \| Kos \| |
| Arbitro:                                                       | Kos            |               |        |                                         |

| Arbitro: | Meyer |

|                     |           |  |
| Keita 32’ Yasar 83’ | Marcatori |  |

| Arbitro: | Rosetti |

|                                       |           |  |
| Boulding 32’ Allbäck 49’ Staunton 77’ | Marcatori |  |

## Statistiche

### Statistiche di squadra
| Competizione     | Punti | In casa | In casa | In casa | In casa | In casa | In casa | In trasferta | In trasferta | In trasferta | In trasferta | In trasferta | In trasferta | Totale | Totale | Totale | Totale | Totale | Totale | DR |
| Competizione     | Punti | G       | V       | N       | P       | Gf      | Gs      | G            | V            | N            | P            | Gf           | Gs           | G      | V      | N      | P      | Gf     | Gs     | DR |
| ---------------- | ----- | ------- | ------- | ------- | ------- | ------- | ------- | ------------ | ------------ | ------------ | ------------ | ------------ | ------------ | ------ | ------ | ------ | ------ | ------ | ------ | -- |
| Lega Nazionale A | 31    | 11      | 6       | 0       | 5       | 18      | 19      | 11           | 3            | 4            | 4            | 17           | 18           | 22     | 9      | 4      | 9      | 35     | 37     | -2 |
| Play-off         | -     | 7       | 3       | 3       | 1       | 15      | 10      | 7            | 1            | 0            | 6            | 5            | 13           | 14     | 4      | 3      | 7      | 20     | 23     | -3 |
| Coppa Intertoto  | -     | 2       | 2       | 0       | 0       | 3       | 0       | 2            | 0            | 1            | 1            | 0            | 3            | 4      | 2      | 1      | 1      | 3      | 3      | 0  |
| Totale           | 31    | 20      | 11      | 3       | 6       | 36      | 29      | 20           | 4            | 5            | 11           | 22           | 34           | 40     | 15     | 8      | 17     | 58     | 63     | -5 |

### Andamento in campionato
| Giornata  | 1 | 2 | 3 | 4 | 5 | 6 | 7 | 8 | 9 | 10 | 11 | 12 | 13 | 14 | 15 | 16 | 17 | 18 | 19 | 20 | 21 | 22 |
| --------- | - | - | - | - | - | - | - | - | - | -- | -- | -- | -- | -- | -- | -- | -- | -- | -- | -- | -- | -- |
| Luogo     | T | C | C | T | C | T | C | T | C | T  | C  | C  | T  | T  | C  | T  | C  | T  | C  | T  | C  | T  |
| Risultato | V | P | V | V | P | V | P | P | V | P  | V  | V  | N  | P  | V  | N  | P  | P  | P  | N  | V  | N  |
| Posizione | 2 | 5 | 2 | 2 | 3 | 2 | 3 | 4 | 3 | 4  | 5  | 3  | 4  | 4  | 4  | 4  | 4  | 6  | 6  | 7  | 5  | 5  |

Legenda:

Luogo: C = Casa; T = Trasferta. Risultato: V = Vittoria; N = Pareggio; P = Sconfitta.

### Statistiche dei giocatori
| Giocatore    | Lega Nazionale A | Lega Nazionale A | Lega Nazionale A | Lega Nazionale A | Coppa Intertoto | Coppa Intertoto | Coppa Intertoto | Coppa Intertoto | Totale   | Totale | Totale      | Totale     |
| Giocatore    | Presenze         | Reti             | Ammonizioni      | Espulsioni       | Presenze        | Reti            | Ammonizioni     | Espulsioni      | Presenze | Reti   | Ammonizioni | Espulsioni |
| ------------ | ---------------- | ---------------- | ---------------- | ---------------- | --------------- | --------------- | --------------- | --------------- | -------- | ------ | ----------- | ---------- |
| K. Akalé     | 18               | 5                | 3                | 2                | 6               | 4               | 0               | 0               | 24       | 9      | 3           | 2          |
| S. Bastida   | 8                | 2                | 0                | 0                | 0               | 0               | 0               | 0               | 8        | 2      | 0           | 0          |
| M. Cayir     | 0                | 0                | 0                | 0                | 0               | 0               | 0               | 0               | 0        | 0      | 0           | 0          |
| T. Chihab    | 16               | 0                | 2                | 0                | 3               | 0               | 1               | 0               | 19       | 0      | 3           | 0          |
| F. Di Jorio  | 13               | 2                | 1                | 0                | 0               | 0               | 0               | 0               | 13       | 2      | 1           | 0          |
| U. Fischer   | 21               | 0                | 2                | 1                | 5               | 0               | 0               | 0               | 26       | 0      | 2           | 1          |
| F. Guerrero  | 5                | 0                | 0                | 0                | 0               | 0               | 0               | 0               | 5        | 0      | 0           | 0          |
| D. Gygax     | 17               | 2                | 0                | 0                | 5               | 1               | 0               | 0               | 22       | 3      | 0           | 0          |
| W. Hellinga  | 18               | 1                | 7                | 0                | 6               | 0               | 0               | 0               | 24       | 1      | 7           | 0          |
| L. Iodice    | 18               | 2                | 4                | 0                | 5               | 0               | 0               | 0               | 23       | 2      | 4           | 0          |
| L. Isibor    | 0                | 0                | 0                | 0                | 0               | 0               | 0               | 0               | 0        | 0      | 0           | 0          |
| A. Jasari    | 0                | 0                | 0                | 0                | 1               | 0               | 0               | 0               | 1        | 0      | 0           | 0          |
| S. Jeanneret | 2                | 0                | 0                | 1                | 1               | 0               | 0               | 0               | 3        | 0      | 0           | 1          |
| J. Jefferson | 9                | 1                | 3                | 0                | 0               | 0               | 0               | 0               | 9        | 1      | 3           | 0          |
| A. Keita     | 16               | 10               | 4                | 0                | 6               | 4               | 0               | 0               | 22       | 14     | 4           | 0          |
| S. Keller    | 21               | 2                | 6                | 0                | 6               | 0               | 2               | 0               | 27       | 2      | 8           | 0          |
| M. König     | 15               | 0                | 0                | 0                | 6               | 0               | 0               | 0               | 21       | 0      | 0           | 0          |
| R. Leite     | 0                | 0                | 0                | 0                | 0               | 0               | 0               | 0               | 0        | 0      | 0           | 0          |
| A. Nef       | 16               | 0                | 3                | 0                | 6               | 0               | 0               | 0               | 22       | 0      | 3           | 0          |
| D. Pallas    | 17               | 0                | 2                | 0                | 5               | 0               | 0               | 0               | 22       | 0      | 2           | 0          |
| Y. Quentin   | 19               | 0                | 5                | 1                | 5               | 0               | 1               | 0               | 24       | 0      | 6           | 1          |
| M. Raimondi  | 17               | 2                | 0                | 0                | 5               | 0               | 1               | 0               | 22       | 2      | 1           | 0          |
| R. Renato    | 0                | 0                | 0                | 0                | 0               | 0               | 0               | 0               | 0        | 0      | 0           | 0          |
| M. Schneider | 7                | 0                | 1                | 0                | 3               | 0               | 0               | 0               | 10       | 0      | 1           | 0          |
| D. Taini     | 7                | 0                | 0                | 0                | 0               | 0               | 0               | 0               | 7        | 0      | 0           | 0          |
| D. Tarone    | 13               | 2                | 0                | 0                | 4               | 1               | 0               | 0               | 17       | 3      | 0           | 0          |
| U. Yasar     | 21               | 2                | 1                | 0                | 5               | 1               | 0               | 1               | 26       | 3      | 1           | 1          |
| V. Önen      | 0                | 0                | 0                | 0                | 0               | 0               | 0               | 0               | 0        | 0      | 0           | 0          |